# 遥那もより
遥那 もより（はるな もより）は、日本の漫画家。たくすけ（ストーリー担当）ともよもよ（作画担当）の二人で構成している。4コマ漫画を手がける。

## 来歴
2013年、『GANMA!』（コミックスマート）にて12月12日から、「身長20センチのひよこ」の鳥飼が記憶を取り戻すために奮闘する4コマ漫画『2度目の鳥飼さん』の連載を開始。
2016年、『comico』（NHN comico）にて11月30日から宇宙から来たおしゃべりリスと青年の同居を描いたコメディ『どんどんぐり！』の連載を開始。
2019年、マンガボックスにて2月22日から猫のゴースト漫画家を描いた『ネコの手、借りてます。』の連載を開始。
2021年、LINEマンガにて『今年の大みそかに付き合う二人』を連載を開始。

## 作品リスト

### 漫画作品
- 今年の大みそかに付き合う二人（『LINEマンガ』連載）
- はたらけ！ねこ課長（『本当にあった笑える話』、『本当にあった笑える話SP』掲載）
- 【心霊＆絶叫】身近に潜む恐怖体験（『本当にあった笑える話』掲載）
- どんどんぐり
- キミの××が見えない。（『comico』連載）
- へなちょころね
- 2度目の鳥飼さん（『GANMA!』2013年12月12日[1] - 2015年7月19日連載）
- 鳥飼さんのおでかけ〜ミィちゃんの作戦会議〜（『GANMA!』2015年4月14日 - 2015年5月26日連載）
- どんどんぐり！（『comico』2016年11月30日[3] - 2017年5月24日）
- 才能の殺し屋
- もより日和
- ぜつぼうペンギン
- ネコの手、借りてます。（『マンガボックス』2019年2月22日[4] - 2021年連載）
- パンダのミライ ―浜家・良浜 いのちの物語―

### イラスト
- ひとりだちするための進路学習-あしたへのステップ（2017年10月5日発売、日本教育研究出版、ISBN 978-4931336261）

### 書籍
- 『どんどんぐり』新書館〈ウィングス・コミックス〉、2011年4月26日発売[5]、ISBN 978-4-403671050